# Station Montivilliers
Station Montivilliers is een spoorwegstation in de Franse gemeente Montivilliers.